# وردوق
وردوق هي قرية في مقاطعة ميانة، إيران. عدد سكان هذه القرية هو 57 في سنة 2006.